# Гогою
Гогою (рум. Gogoiu) — село у повіті Вранча в Румунії. Входить до складу комуни Рекоаса.
Село розташоване на відстані 183 км на північ від Бухареста, 42 км на північний захід від Фокшан, 140 км на південний захід від Ясс, 112 км на північний захід від Галаца, 102 км на схід від Брашова.

## Населення
За даними перепису населення 2002 року у селі проживали 225 осіб, усі — румуни. Усі жителі села рідною мовою назвали румунську.